# Hermes Pan
Hermes Pan (Hermes Panagiotopoulos) est un chorégraphe et acteur américain né le 10 décembre 1909 à Memphis (Tennessee) et mort le 19 septembre 1990 à Beverly Hills (Californie).

## Filmographie partielle

### comme chorégraphe
- 1933 : Carioca (Flying Down to Rio) de Thornton Freeland (non crédité)
- 1934 : La Joyeuse Divorcée (The Gay Divorcee) de Mark Sandrich (non crédité)
- 1935 : Roberta de William A. Seiter
- 1935 : Le Danseur du dessus (Top Hat) de Mark Sandrich : Jerry Travers
- 1936 : En suivant la flotte (Follow the Fleet) de Mark Sandrich
- 1936 : Sur les ailes de la danse (Swing Time) de George Stevens
- 1937 : Une demoiselle en détresse (Damsel in Distress) de George Stevens
- 1937 : L'Entreprenant Monsieur Petrov (Shall We Dance) de Mark Sandrich
- 1937 : Une demoiselle en détresse (Damsel in Distress) de George Stevens
- 1938 : Vacances payées (Having Wonderful Time) d'Alfred Santell
- 1938 : Amanda (Carefree) de Mark Sandrich
- 1939 : La Grande Farandole (The Story of Vernon and Irene Castle) de Henry C. Potter
- 1940 : Swing Romance (Second Chorus) de Henry C. Potter
- 1941 : Arènes sanglantes (Blood and sand) de Rouben Mamoulian
- 1941 : Une nuit à Rio (That Night in Rio) de Irving Cummings
- 1941 : Soirs de Miami (Moon over Miami) de Walter Lang
- 1941 : Week-end à la Havane (Week-end in Havana) de Walter Lang
- 1941 : Rise and Shine d'Allan Dwan
- 1942 : La Folle Histoire de Roxie Hart (Roxie Hart) de William A. Wellman
- 1942 : Mon amie Sally (My Gal Sal) de Irving Cummings
- 1942 : Ivresse de printemps (Springtime in the Rockies) de Irving Cummings
- 1942 : Swing au cœur (Footlight Serenade) de Gregory Ratoff
- 1943 : L'Île aux plaisirs (Coney Island) de Walter Lang
- 1943 : Rosie l'endiablée (Sweet Rosie O'Grady) de Irving Cummings
- 1944 : Pin Up Girl de H. Bruce Humberstone
- 1945 : Hangover Square (Hangover Square) de  John Brahm
- 1945 : La Foire aux illusions (State Fair) de Walter Lang
- 1946 : La Mélodie du bonheur (Blue Skies) de Stuart Heisler
- 1948 : La Dame au manteau d'hermine de Ernst Lubitsch et Otto Preminger
- 1949 : Entrons dans la danse (The Barkleys of Broadway) de Charles Walters
- 1951 : Carnaval au Texas (Texas Carnival) de Charles Walters
- 1953 : Embrasse-moi, chérie (Kiss Me, Kate) de George Sidney
- 1953 : Sombrero de Norman Foster
- 1955 : La Chérie de Jupiter (Jupiter's Darling) de George Sidney
- 1956 : Viva Las Vegas (Meet me in Las Vegas) de Roy Rowland
- 1957 : La Belle de Moscou (Silk Stockings) de  Rouben Mamoulian
- 1957 : La Blonde ou la Rousse (Pal Joey) de George Sidney
- 1958 : An Evening with Fred Astaire (show télévisé de NBC)
- 1959 : Porgy and Bess de Otto Preminger
- 1960 : Can-Can de Walter Lang
- 1963 : Cléopâtre de Joseph Mankiewicz
- 1963 : La Panthère rose (The Pink Panther) de Blake Edwards
- 1964 : My Fair Lady de George Cukor
- 1968 : La Vallée du bonheur (Finian's rainbow) de Francis Ford Coppola
- 1970 : Darling Lili de Blake Edwards
- 1973 : Les Horizons perdus (Lost horizon)  de Charles Jarrott

### comme acteur
- 1940 : Swing Romance (Second Chorus) de Henry C. Potter
- 1941 : Soirs de Miami (Moon over Miami) de Walter Lang
- 1942 : Mon amie Sally (My Gal Sal) de Irving Cummings
- 1944 : Pin Up Girl de H. Bruce Humberstone
- 1950 : Ma vie à moi (A Life of Her Own), de George Cukor

## Distinction

### Récompense
- Oscar de la meilleure direction pour la danse en 1937 pour Une demoiselle en détresse (Damsel in Distress) de George Stevens.